# Флаг Сальского района
Флаг муниципального образования Сальский район Ростовской области Российской Федерации, центром которого является город Сальск.
Флаг утверждён решением городской Думы города Сальска и Сальского района 28 августа 2002 года как флаг единого муниципального образования «Город Сальск и Сальский район».
В мае 2003 года флаг города Сальска и Сальского района внесён в Государственный геральдический регистр РФ под № 1130.
С марта 2005 года, после проведения муниципальной реформы флаг города Сальска и Сальского района стал официальным флагом нового муниципального образования «Сальский район».

## Описание флага
Полотнище с соотношением сторон 2:3, разделённое на три равные вертикальные полосы — зелёную, синюю и зелёную; полосы разделены тонкими белыми чертами. Синяя полоса несёт изображение жёлтого цветка подсолнуха с синими зёрнами, на фоне которых расположено белое крылатое колесо. Ниже подсолнуха одна пара жёлтых с красными рукоятями молотов накрест. Каждая из зелёных полос несёт изображение жёлтых колосьев, перевязанных красным.
— 

## Использование флага
В соответствии с  Положением «О символах муниципального образования «Сальский район» флаг муниципального образования «Сальский район»  – святыня местного сообщества, символ его единства и взаимодействия сальчан, подлежащий защите как внутри города и района, так и за его пределами. Флаг символизирует местное сообщество  независимо от вероисповедания и национальности его членов, их принадлежности к партии и общественным движениям.При подъёме Флага в День города, на официальных церемониях и торжествах по случаю знаменательных дат и событий в жизни города и района,  всероссийских и международных мероприятий, при вручении призов сальчанам  на спортивных и других состязаниях Флагу отдаются почести.
Флаг поднят постоянно на зданиях органов местного самоуправления (Администрации Сальского района, Собрания депутатов Сальского района, Администрации Сальского городского поселения).